# Bartosz Makowicz
Bartosz Makowicz (ur. 1981 w Złotowie) – profesor nauk prawnych, pionier interdyscyplinarnych nauk o zgodności, etyce i kulturze organizacyjnej na Europejskim Uniwersytecie Viadrina we Frankfurcie nad Odrą. Pomysłodawca i współzałożyciel działającego w Polsce Instytutu Compliance.

## Życiorys
Bartosz Makowicz ukończył Społeczne Liceum Ogólnokształcące w 2000 roku w Żarach, następnie studiował prawo na Westfalskim Uniwersytecie Wilhelma w Münsterze oraz na Universite Pantheon Assas Paris II w Paryżu. Studia te ukończył w 2005 roku zdaniem pierwszego egzaminu państwowego w Niemczech oraz uzyskaniem dyplomów prawniczych w Paryżu. Dodatkowo ukończył dwuletnie studium nauk Common Law w Muenster.
Po pierwszym egzaminie państwowym pracował w Instytucie zajmującym się prawem podatkowym w Münsterze pod kierownictwem Hansa-Michaela Wolffganga jako pracownik naukowy, a następnie pełnił funkcję adiunkta.
W 2008 roku uzyskał stopień doktora nauk prawnych broniąc pracę doktorską na temat wykrywania przestępstw na szkodę Unii Europejskiej przez OLAF (Europejski Urząd ds. Zwalczania Nadużyć Finansowych). Po odbyciu prawniczej aplikacji w sądzie okręgowym w Münsterze zdał drugi egzamin państwowy w 2010 roku.
W 2010 roku został powołany na Katedrę Polskiego Prawa Publicznego, Prawa Gospodarczego i Prawa Europejskiego na Europejskim Uniwersytecie Viadrina we Frankfurcie nad Odrą i stał się jednym z najmłodszych profesorów na wydziale prawa w Niemczech.
W 2014 roku założył interdyscyplinarny ośrodek badawczy Viadrina Compliance Center, w którym realizowane są projekty związane z zarządzaniem zgodnością, etyką i integralnością w organizacjach. W 2015 roku przejął na Viadrinie, założony przez prof. dr hab. dr. h.c. mult. Rolfa Stobera Instytut Badań nad Sektorem Bezpieczeństwa Gospodarczego oraz Bezpieczeństwa Przedsiębiorstw (FORSI) i wcielił ten Instytut jako oddział Viadrina Compliance Center.
Od 2015 roku pracuje nad globalną działalnością normalizacyjną przy International Organizations for Standarization (ISO). Jest przewodniczącym w Komitecie Normalizacyjnym „Compliance Management und Governance” założonym przy Niemieckim Instytucie Normalizacyjnym, który uczestniczy w pracach nad normami ISO 19600 Compliance Management Systems i Normy ISO 37001 Anti-Bribery Management Systems, aktualnie wypracowując normy ISO dla whistleblowingu oraz governance. Kieruje niemiecką delegacją na globalnych posiedzeniach ISO.
Jest członkiem Niemieckiego Związku Szkół Wyższych, przewodniczącym Rady Naukowej Niemieckiego Instytutu Compliance (DICO e.V.) i innych dalszych stowarzyszeń. Jest Senior Research Fellow przy German-Southeast Asian Center of Excellence for Public Policy and Good Governance na Uniwersytecie Thammasat w Bangkoku. Bartosz Makowicz jest w końcu założycielem globalnej sieci eksperckiej Global Community of Ethics, Compliance and Integrity i jest wydawcą rocznika "Yearbook of Global Ethics, Compliance and Integrity".
Od 2010 roku wygłosił ponad 100 wykładów eksperckich i gościnnych na różne tematy dotyczące compliance na międzynarodowych konferencjach, kongresach, jak i na uniwersytetach w Niemczech i za granicą, w tym w Bangkoku, Berlinie, São Paulo, Kuala Lumpur, Dubaju, Porto Alegre, Moskwie, Warszawie, Quebec, Madrycie, Paryżu, Londynie i wielu innych.
W Polsce był pomysłodawcą i organizatorem wielu spotkań i dorocznych konferencji nt. compliance i etyki w biznesie, takich jak Polsko-Niemieckie Forum Compliance, Compliance Days, Roundtable Compliance, Coaching Days, Compliance Executive Week i wielu innych. Do jego dorobku należy także koncepcja renomowanego kursu Approved Compliance Officer (ACO), Approved Compliance Expert (ACE) oraz Approved Financial Compliance Officer (AFCO).

## Zainteresowania naukowe
Oprócz publicznego prawa handlowego i prawa konstytucyjnego koncentruje się na interdyscyplinarnych badaniach compliance, zarządzania etyką. Jest jednym z założycieli compliance jako interdyscyplinarnej dziedzina badań. W swoich pracach kieruje się podejściem opartym na wartościach, umieszczając ludzi, ich wartości, kulturę i komunikację w centrum systemów zarządzania zgodnością.

## Inne działalności
- Koncepcja i wdrożenie renomowanych kursów zawodowych, min. Approved Compliance Officer (ACO), Approved Compliance Expert (ACE), realizowanych przez Instytut Compliance.
- Redaktor czasopisma COMPLY., wydanego przez REGUVIS - Bundesanzeiger Verlag i Compliance Academy
- Przewodniczący Komitetu Compliance w Niemieckim Instytucie Normalizacyjnym e.V.
- Ekspert ds. Compliance w International Organization for Standardization (ISO)
- Senior Research Fellow w CPG Thammasat University Bangkok, Tajlandia
- Członek Rady w Transparency International Germany
- Członek Naukowej Rady DICO – Niemiecki Instytut ds. Compliance
- Pomysłodawca i organizator krajowych i międzynarodowych konferencji i kongresów: Viadrina Compliance Congress, Cologne Compliance Panel, Dzień Sektora Bezpieczeństwa Gospodarczego, Asian Anti-Corruption and Compliance Summit, Polsko-Niemieckie Forum Compliance, Roundtable Compliance, SoCompliance

## Wybrane publikacje[5]
- Bartosz Makowicz: Global Ethics, Compliance and Integrity – Yearbook 2018. Fachmedien Recht und Wirtschaft, Frankfurt 2018, ISBN 978-3-8005-0009-3.
- Bartosz Makowicz: Compliance Management. Reguvis Bundesanzeiger Verlag, Kolonia 2018, ISBN 978-3-8462-0945-5.
- Bartosz Makowicz: Globale Compliance Management Standards. 1. Auflage, C.H. Beck, Monachium 2018, ISBN 978-3-406-68096-0.
- Bartosz Makowicz: Untersuchungen des Europäischen Amtes für Betrugsbekämpfung in Polen. Wydawnictwo Uniwersytetu w Münster, Münster 2008. (rozprawa doktorska)
- Bartosz Makowicz (red.): Praxishandbuch Compliance Management. 17. Auflage, Bundesanzeiger Verlag, Kolonia 2019.
- Hans-Michael Wolffgang & Bartosz Makowicz: Übungen zum öffentlichen Recht und Europarecht. 3. Auflage, Wydawnictwo NWB, Herne 2010, ISBN 978-3-482-60491-1.
- Bartosz Makowicz: Grundsätze und praktische Hinweise zur Einführung eines wertebasierten CMS. Bundesanzeiger Verlag, Kolonia 2017, ISBN 978-3-8462-0945-5.